# El Tránsito
El Tránsito est une municipalité du département de San Miguel au Salvador. Située au sud-est du pays, elle compte une population en 2007 de 18 363 habitants sur une superficie de 74,58 kilomètres carrés. Il s'agit de la sixième municipalité du département la plus populeuse ainsi que la 76e au niveau national. Elle est limitée au nord par la municipalité de San Rafael Oriente, à l'est par la municipalité de San Miguel et la lagune d'El Jocotal, au sud-est par la municipalité de Jucuarán, au sud-ouest par la municipalité de Concepción Batres et à l'ouest par la municipalité de Ereguayquín. Ces trois dernières villes sont situées dans le département d'Usulután. 
La centre de la municipalité est la localité d'El Tránsito, située à 125 mètres d'altitude et à 23 kilomètres au sud-ouest de San Miguel et 9,5 kilomètres à l'est de la ville d'Usulután. La fête patronale est le 15 août en l'honneur de la Dormition (en espagnol : Tránsito de María).
La ville est divisée en quatre quartiers : Barrio Concepción, regroupant la majorité des infrastructures institutionnelles, Barrio San Francisco, Barrio San Carlos et Barrio La Cruz. 

## Histoire
Le 17 juin 1914, par décret législatif, les cantons de San Francisco Pochote, d'El Coyol, de Calle Nueva et de Meangulo, la municipalité de San Rafael Oriente sont regroupés pour former la ville d'El Tránsito, intégrée au département de San Miguel.
El Tránsito obtient le titre de villa le 7 février 1956 par décret législatif, sous l'administration d'Alejandro Castro, puis obtient le titre de ville (ciudad) le 18 décembre 1991, toujours par décret législatif.